# 隆多高原
10°09′S 39°15′E / 10.150°S 39.250°E

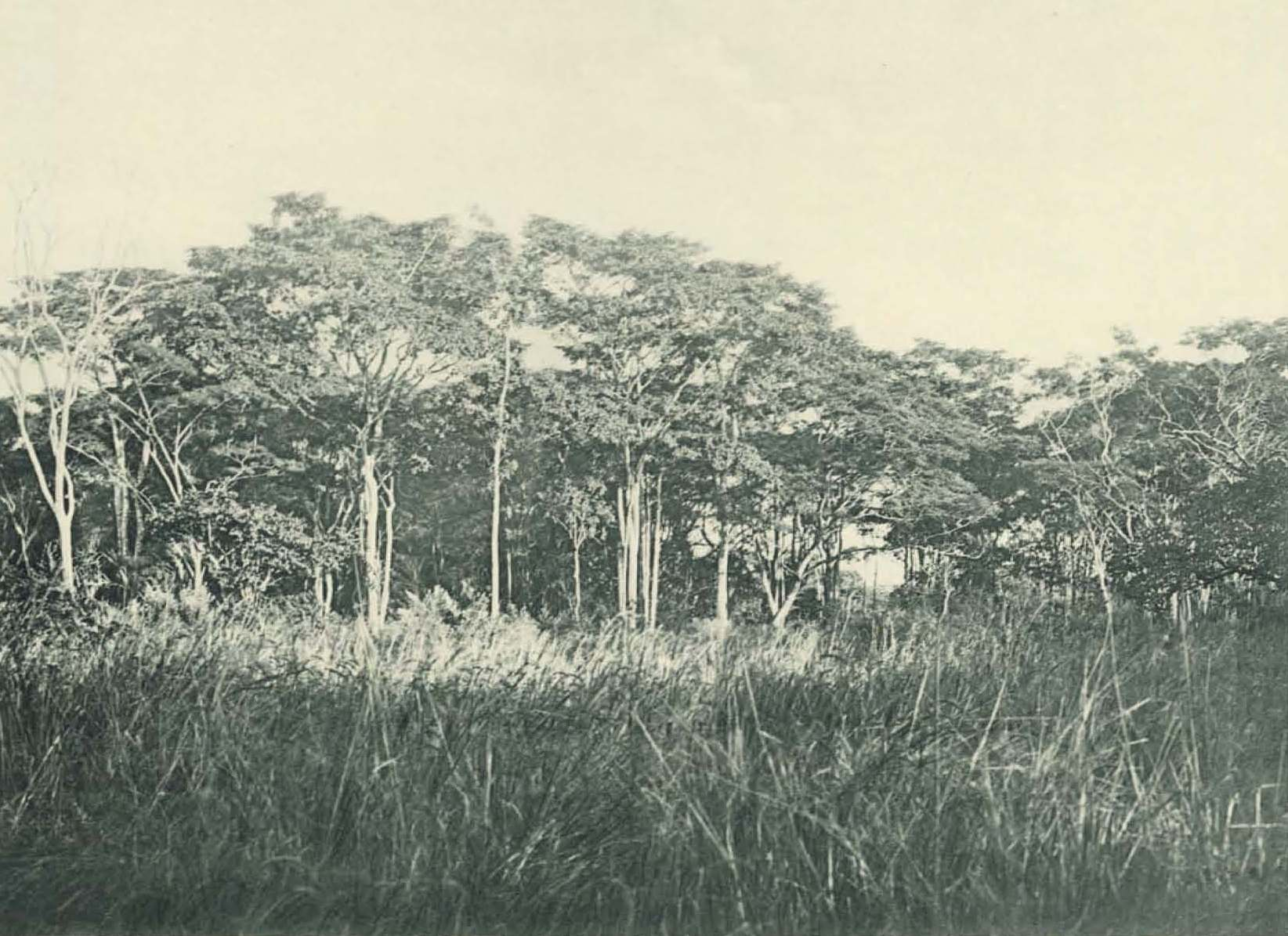

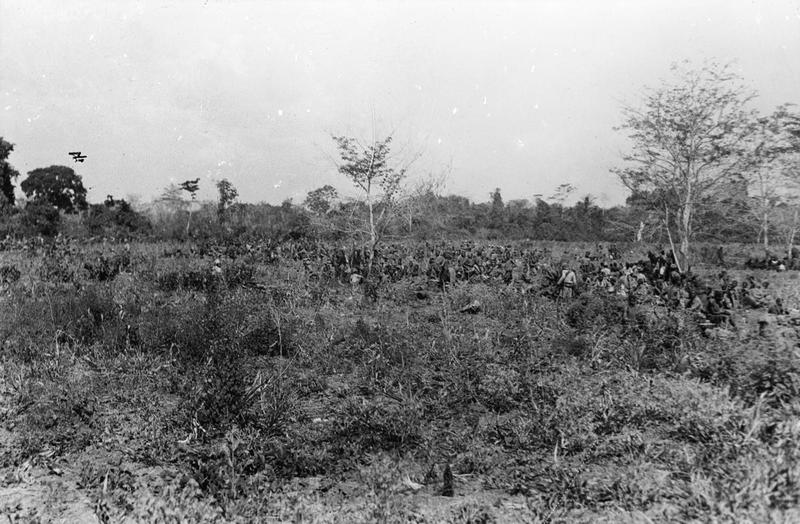

隆多高原是坦桑尼亞的高原，位於該國東南部，橫跨林迪區和姆特瓦拉區，海拔高度900米，每年平均降雨量1,088毫米，有猴子和小型哺乳動物棲息。